# 女子高生のつれづれ
『女子高生のつれづれ』（じょしこうせいのつれづれ）は、三本コヨリによる日本の漫画作品。Yahoo!ブックストア内のWEBコミック配信サイト『WEBコミックぜにょん』（ノース・スターズ・ピクチャーズ）にて、2016年8月14日から2017年10月22日まで連載されていた。副題は「Highschool girls possing the time」。
わりとリアルでどこかノスタルジックな雰囲気のある女子高生ショートコメディ。男女共学の高校に通う女子高生のちょっぴりエッチな日常を描いた漫画。

## 登場人物
宮田 由子（みやた ゆうこ） / ミヤタ
本作の主人公。年齢は16歳で高校2年生。10月5日生まれ。身長158センチメートル。胸のサイズはBよりのC。家族構成は父・母・弟。
至って普通の子だが周りに巻き込まれていじられるタイプ。可愛いものが好きでクマやうさぎ柄のパンツを愛用している。こぐまのぐまたんというゆるキャラが特にお気に入り。制服はリボンを外しているくらいで殆ど着崩していない(髪を含め全体的に黒い)。靴下は紺のハイソックスを着用。スカートの下にはオーバーパンツを穿いている。夜はブラジャーを着けたまま寝ている。アイスは咥えて食べる派。
屋古 明音（やこ あかね） / ヤッコ
ミヤタのクラスメイトで友達。8月9日生まれ。身長154センチメートル。胸のサイズはD。家族構成は父・母・姉・姉。
元気が取り柄のアホの子。明るい性格で友達も多い。友達をイジるのが好きだが自分がイジられるのは弱い。太りやすい体質に悩んでいる。制服はブレザーを着用せずカーディガンを羽織っている。靴下はルーズソックスを着用。スカートの下は直パンツ。夜はナイトブラを着けて寝ている。アイスは舐めながら食べる派。
広瀬 円香（ひろせ まどか） / 広瀬
ミヤタのクラスメイトで友達。5月19日生まれ。身長161センチメートル。胸のサイズはC。家族構成は父・母・兄・兄。
見た目はギャルだが中身は真面目。ミヤタに次いでイジられることが多い。スタイルは良い方だが胸の大きさについて気にしている描写がある。制服はブレザーを着ておらずブルーのブラウスのみを着用している。靴下は白のハイソックスを着用。スカートの下にはスパッツを穿いている。夜はノーブラ状態で過ごしている。アイスは齧って食べる派。
百瀬ちより / モモ
ミヤタたちのクラスメイト。4月2日生まれ。身長146センチメートル。胸のサイズはAA。家族構成は父・母とトイプードルの「モカ」。
誕生日が早いのでお姉さんぶりたいと思っているが身長や言動のせいでなかなかうまくいかない。ヤッコにイジられることが多い。薬を飲むのが苦手で錠剤は服薬用のゼリーが無いと飲めない。ハッチーのおっぱいが好きでよく飛び込んでおりクラスの男子生徒に羨ましがられている。スカートの下は直パンツでチェック柄を穿くことが多い。
八谷咲 / ハッチー
ミヤタたちのクラスメイト。2月7日生まれ。身長167センチメートル。胸のサイズはF。家族構成は祖母・父・母・兄。
モモの友達兼保護者のおっとり系眼鏡少女。胸が大きいのが特徴でそこをイジられることが多い。胸はペンが挟まるほどの大きさで肩凝りに悩まされている。冬はスカートの下にタイツを着用している。
江原みき / みきちゃん
ミヤタたちのクラスメイト。7月22日生まれ。身長155センチメートル。胸のサイズはDよりのC。家族構成は父・母・弟・妹・妹。
しっかりものでみんなのお姉さん。バレー部のマネージャーで彼氏がいる。メロンパンが好きで特にクリーム入りの物を好む。スカートの中は直パンツで少し大人っぽいものを穿いている。
青田真希 / 委員長
ミヤタ達のクラスの学級委員長。
三つ編みでメガネをかけている。怒らせると怖くて般若のような顔になる。シームレスショーツを愛用している
渡辺千里 / サトちゃん、姫川優 / ヒメ
ミヤタたちのクラスメイト。胸のサイズはサトちゃんがBでヒメがA。
二の腕とおっぱいの柔らかさは似ている？という説を実証するためにヤッコの胸を揉んだ。その後お腹を揉もうとして返り討ちに遭う。
新井めぐみ / めぐちゃん
ミヤタたちの隣のクラスの子。
女の子や可愛いものが好きでエッチな話も大好き。エッチな知識に疎いミヤタをからかうことが多い。

## 書誌情報
- 三本コヨリ 『女子高生のつれづれ』 ノース・スターズ・ピクチャーズ〈ゼノンコミックス〉、全2巻
  1. 2017年4月20日発売、ISBN 978-4-19-980409-0
  2. 2017年10月20日発売、ISBN 978-4-19-980449-6